# Odprto prvenstvo ZDA 1979
Odprto prvenstvo ZDA 1979 je teniški turnir za Grand Slam, ki je med 27. avgustom in 9. septembrom 1979 potekal v New Yorku.

## Moški posamično
John McEnroe :  Vitas Gerulaitis, 7–5, 6–3, 6–3

## Ženske posamično
Tracy Austin :  Chris Evert, 6–4, 6–3

## Moške dvojice
John McEnroe /  Peter Fleming  :  Bob Lutz /  Stan Smith, 6–2, 6–4

## Ženske  dvojice
Betty Stöve /  Wendy Turnbull :  Billie Jean King  Martina Navratilova, 7–5, 6–3

## Mešane dvojice
Greer Stevens /  Bob Hewitt :  Betty Stöve /  Frew McMillan, 6–3, 7–5